# マサシ
マサシ（Masasi）は、タンザニア南部ムトワラ州の都市。ムトワラ州の州都ムトワラとルヴマ州との間で交通の要衝となっている。

## 概要
人口は約4万人で小都市だが、マサシ県全体の人口は約25万人である。住人はマコンデ族、ヤオ族、マクア族が主。主な農作物はカシューナッツである。岩が多く、ロックシティとも呼ばれる。要人が使用する空港、ンダンダ県立病院、飲料水工場、教会、カシューナッツ工場、タンダーレ市場などがある。

## 住民
マコンデ族が最も多い。タンザニアの他の部族と同様に、家庭では部族語とスワヒリ語を使用するが、公の場ではスワヒリ語のみを使用する。日常言語ではないが公共機関では英語も一部通用する。マコンデ族の他には、隣接地域が出身のマクワ族、ヤオ族が多い。外国人は道路建設関係者の中国人、教会関係であるドイツ人、国際援助関係者などが住む。日本人は、常に数名［溝口・池原・河村・武田・西野・桐生・福本］の青年海外協力隊の隊員がマサシを拠点に活動している。しかし、2019年11月に国境を挟んだモザンビーク側で武装勢力の襲撃が続き、状況は悪化傾向にある上、武装勢力の中にはタンザニア人が含まれているケースも指摘され、これら武装勢力が国境を越えて侵入する可能性も拡大しており、ムトワラ州から可及的速やかに退避するようにとの指示が出された。

## 交通
町の郊外には空港があるが、大統領や要人用のため使用されていない。中心都市ダルエスサラームまでバスで1日以内に移動（10 - 12時間）できる。ダルエスサラームまでの全行程が舗装道路のため雨期の影響が少ない。マサシはムトワラ州の交通の要衝で、町を起点に北はナチングウェア、西はルブマ、東は州都であるムトワラ、南はネワラ（ロヴマ川）を越えてモザンビークへと続く道が延びている。